# Walker Valley
Das Walker Valley ist ein großes, breites und mit Schnee angefülltes Tal im ostantarktischen Mac-Robertson-Land. In der Aramis Range der Prince Charles Mountains liegt es unmittelbar westlich des Manning-Massivs.
Luftaufnahmen der Australian National Antarctic Research Expeditions (ANARE) dienten seiner Kartierung. Das Antarctic Names Committee of Australia benannte es nach Kevin George Walker (* 1927), Hilfskoch auf der Mawson-Station im Jahr 1962 sowie Assistent einer ANARE-Mannschaft zur Vermessung der Prince Charles Mountains im Jahr 1970.